# Pop! OS
Pop!_OS（ポップ・オーエス）は、Ubuntuをベースにした自由かつオープンソースなLinuxディストリビューションであり、COSMICと呼ばれるカスタマイズされたGnomeデスクトップ環境を備えている。このディストリビューションは、アメリカのLinuxコンピューターメーカーSystem76によって開発されている。Pop!_OSは主としてSystem76によって構築されたコンピューターにバンドルするために構成されたものだが、ほとんどのコンピューターにダウンロードしてインストールすることができる。
Pop!_OSは、標準機能としてAMDとNVIDIAの両方のGPUの完全なサポートを提供しているため、ゲーム用にセットアップするのが簡単なディストリビューションと見なされている。Pop!_OSは、デフォルト設定でのディスク暗号化、合理化されたウィンドウとワークスペースの管理、ナビゲーション用のキーボードショートカット、および組み込みの電源管理プロファイルを提供しており、最新のリリースには、TensorFlowとCUDAの簡単なセットアップを可能にするパッケージも含まれている。
Pop!_OSは主にSystem76によって維持され、リリースバージョンのソースコードはGitHubリポジトリでホストされている。他の多くのLinuxディストリビューションとは異なり、コミュニティ主導ではないが、外部のプログラマがソースコードを提供、表示、変更することができる。また、カスタムISOイメージを作成し、別の名前で再配布することもできる。

## 特徴
Pop!_OSは主にフリーソフトウェアを使用している。Wi-FiやディスクリートGPUのデバイスドライバ、メディアコーデックにはプロプライエタリソフトウェアも使用されている。LibreOfficeやFirefox、Gearyなど、さまざまなデフォルトソフトウェアが付属している。パッケージマネージャーのPop!_Shopを使用し追加のソフトウェアをダウンロードできる。
Pop!_OSはパッケージマネージャーとしてAPTを使用しており、当初はSnapやFlatpakは使用されていなかったが、バージョン20.04LTSでFlatpakのサポートが追加された。ソフトウェアパッケージは、UbuntuリポジトリおよびPop!_OS独自のリポジトリから入手できる。 Pop!_OSは、Pop!_OSテーマを備えたカスタマイズされたGNOME Shellインターフェイスを特色としている。
デュアルGPUラップトップの異なるビデオモードを切り替えるためのGUIトグルがGNOMEシステムメニューにあり、表示モードには、ハイブリッド、ディスクリート、iGPUのみの3つがある。Intel Clear Linuxディストリビューションを元に開発された電源管理パッケージがある。Pop!_OSは現在Xorgをディスプレイマネージャとして使用しており、Waylandはオプションで利用できる。
Pop!_OSリポジトリからパッケージをインストールすることで、 TensorFlowおよびCUDA対応プログラムを追加でき、追加の構成を必要としない。
Pop!_OSは、ユーザーファイルを保持したままシステムを「リフレッシュ」するために使用できるリカバリパーティションを提供する。この機能は、初期インストール時に設定した場合のみ使用できる。
21.04リリースから、Pop!_OSには、COSMIC (Computer Operating System Main Interface Components)と呼ばれる、System76が開発した新しいカスタマイズされたGNOMEデスクトップ環境が含まれる。ワークスペースとアプリケーション毎の個別のビューのほか、デフォルトでドックを備えており、マウス駆動とキーボード駆動の両方のワークフローをサポートする。
System76は、GNOMEに基づかない新しいデスクトップ環境を作成すると発表した。このデスクトップ環境はRustで記述され、バージョン21.04以降で使用されているCOSMICデスクトップと類似した環境を目指して開発するとしている。System76は、新しいデスクトップ環境を構築する理由として、GNOME拡張機能の制限、およびデスクトップエクスペリエンスに関するGNOME開発者との意見の相違をあげている。

## インストール
Pop!_OSは、ダウンロード用に2つのISOイメージを提供している。1つはAMD製GPU向けのグラフィックスドライバーを搭載し、もう1つはNVIDIA製GPU向けのグラフィックスドライバーを搭載している。適切なISOファイルをダウンロードし、 EtcherやUNetbootinなどのツールを使用してUSBフラッシュドライブまたはDVDに書き込むことができる。
Pop!_OSは当初Ubiquityを使用していたが、後にElementary OSとのパートナーシップで構築されたカスタムインストーラーに切り替えた。

## リリース履歴

### 17.10
Pop!_OSを提供する以前、System76はUbuntuがプリインストールされたコンピューターを販売していた。UbuntuがUnityの開発を中止し、デスクトップ環境をGNOMEに戻すことを決定した後、2017年にPop!_OSの開発が開始された。Pop!_OSの最初のリリースは17.10で、Ubuntu 17.10をベースとしていた。新しいディストリビューションを構築する決定を説明するブログ投稿で、同社はデスクトップファーストのディストリビューションが必要であると述べた。最初のリリースはUbuntu GNOMEの主に見た目をカスタマイズされたバージョンだった。いくつかの異なるデフォルトアプリケーションが提供され、いくつかの設定が変更された。最初のPopテーマは、Adapta GTKテーマのフォークと、その他のアップストリームプロジェクトだった。17.10ではPop!_Shopソフトウェアストアも導入された。これは、elementary OSアプリストアのフォークだった。
Make Use OfのBertel Kingは2017年11月にバージョン17.10をレビューし、「System76がUbuntuを取ってきてそれに別の名前を付けたというような安直なものではない」と述べた。Kingは全体としてはこのリリースを賞賛したが、配布用に最適化されたアプリケーションとそうでないアプリケーションとの間の「視覚的な不一致」と、アプリケーションストアのPop!_Shopの不完全さについては厳しい評価を下した。彼はレビューの結びで、既存のハードウェアでPop!_OSを試してみたいユーザーにとって「Ubuntu 17.10がGNOMEを採用したので、Pop!_OSをインストールする理由が1つ減った」と評している

### 18.04 LTS
バージョン18.04では、電力プロファイル、簡単なGPU切り替え機能（特にNvidia Optimusを搭載したラップトップ向け）、HiDPIのサポート、フルディスク暗号化、そしてPop!_OSリポジトリへのアクセスが追加された。
2018年、レビュアーのPhillip PradoはPop!_OS 18.04を「見栄えの良いLinuxディストリビューション」と評した。彼は、「概して、Pop!_OSは素晴らしいディストリビューションだと思う。何らかのワークフローに触れてみれば、それに慣れているかどうかにかかわらず、ほとんどの人が本当に楽しむことができるだろう。それはすっきりとして、速く、そしてよく作り込まれている。これはまさにSystem76が目指していたものだろう。」と述べた。

### 18.10
リリース18.10は2018年10月にリリースされた。これには、新しいLinuxカーネル、グラフィックスタック、テーマの変更、更新されたアプリケーション、およびPop!_Shopの改善が含まれていた。

### 19.04
バージョン19.04は、主に同じUbuntuバージョンに対応したインクリメンタルアップデートである。アプリケーションウィンドウのヘッダーの上下幅を小さくすることで画面スペースを最大化する「スリムモード」オプション、夜間使用のための新しいダークモード、新しいアイコンセットが組み込まれた。
OMG! Ubuntu!のJoey Sneddonは2019年4月にPop!_OS 19.04をレビューし、「私はPop OSに特に価値を感じていない。実際、普通のUbuntu 19ではなくPop OSを勧める理由は思いつかない……」と書いた。

### 19.10
インクリメンタルアップデートに加えて、バージョン19.10では、カスタムTensorFlowツールチェーン管理ツールであるTensorman、多言語サポート、およびAdwaitaに基づく新しいテーマが導入された。
2019年、It's FOSSのAnkush DasはPop!_OSとUbuntuを比較して、どちらのディストリビューションにも利点があると述べつつ、「全体的な配色、アイコン、Pop!_OSで使用されているテーマは、間違いなくより快適で優れたユーザーエクスペリエンスを提供している。」と述べた。

### 20.04 LTS
Pop!_OS 20.04 LTSはUbuntu 20.04 LTSをベースとしており、2020年4月30日にリリースされた。選択可能な自動タイリング、拡張されたキーボードショートカット、およびワークスペース管理が導入された。Pop!_ShopアプリケーションストアはFlatpakのサポートを追加し、ラップトップ向けに「ハイブリッドグラフィックモード」を導入した。これにより、省電力のIntel GPUを使用しつつ、NVidia GPUを必要とするアプリケーション用にNVidia GPUへの切り替えを提供することが可能になった。ファームウェアの更新が自動化され、オペレーティングシステムの更新をダウンロードして、後でオフラインで適用できるようになった。
FOSS Linuxの編集者であるDivya Kiran KumarはPop!_OS 20.04ベータ版をテストし、「非常に効果的なワークスペース、高度なウィンドウ管理、豊富なキーボードショートカット、すぐに使用できるディスク暗号化、および無数のプリインストールアプリを備えている。時間と労力を有効に活用したい人にとっては、これは素晴らしい選択となるだろう。」と述べた。
Jason Evangelhoは、2020年1月のFOSS LinuxでのPop!_OSのレビュー内で、Pop!_OSは「Ubuntuベースの最高のディストリビューション」であると断言した。
Ankush Dasは、2020年3月のIt's FOSSでPop!_OSをレビューし、Pop!_OSは「Ubuntuベースの最高のディストリビューション」であるとし、「ウィンドウタイリング機能、Flatpakのサポート、その他数多くの改善により、私のPop!_OS 20.04体験はこれまでで最上級のものとなった」と述べた。
OMG! Ubuntu!のレビュー担当者であるJoey Sneddonは、Pop!_OS 20.04について、「これはある意味ユーザーエクスペリエンス全体の革命と言える」と書いた。彼はさらに、「このディストリビューションはパワーユーザー好みの環境を惜しみなく提供しながら、それを同時に全てのユーザーが使えるものにしている。この事実は、いわゆる『フラグメンテーション』と呼ばれるものが悪いわけではないということをはっきりと示している。それはカメレオン的な生存戦略であり、タスクで必要とされる条件が何であれLinuxを適応させている。これは（元ネタがわかる人には）コンピューティングのT-1000だと言えるだろう。率直に言って、Ubuntuはこのアプローチから学ぶものがあるはずだ。」と述べた。
2020年10月19日のFOSS Bytesのレビューで、Mohammed Abubakarは、これは「最高のUbuntuベースのディストリビューション」であるとし、「初心者にとっての扱いやすさとプロフェッショナルやゲーム用途向けの完璧なバランスを取ったUbuntuベースのLinuxディストリビューション」であると述べた。

### 20.10
Pop!_OS 20.10はUbuntu 20.10をベースとしており、2020年10月23日にリリースされた。スタック可能なタイルウィンドウとフローティングウィンドウの例外が自動タイルモードに導入された。フラクショナルスケーリング、およびハイブリッドグラフィックスでの外部モニターサポートも導入された。
Beta Newsのレビュー担当者であるBrian Fagioliは、特にフラクショナルスケーリングとスタッキングの可用性を称賛し、「同社がPop!_OSで行っているのは、基本的に、Ubuntuを土台に調整と変更を加え、さらにユーザーフレンドリーにするための改善である。結果として、Pop!_OSは、土台としているOSよりもはるかに優れたものになっている。」と述べた。

### 21.04
Pop!_OS 21.04はUbuntu 21.04をベースとしており、2021年6月29日にリリースされた。搭載されたCOSMIC (Computer Operating System Main Interface Components)デスクトップはGNOMEに基づいているが、独自のドックとショートカットコントロールが追加されている。
OMG Ubuntuで、Joey Sneddonは、「COSMICはデスクトップにドックを配置し、ワークスペースとアプリケーションを個別にアクセス可能な画面に分離し、新しいキーボード主体のアプリランチャー（デフォルトではすべてのものを検索しようとはしない）を追加し、タッチパッドジェスチャではいくつかの待望の機能割り当てを追加し、そして ー それだけでは不十分であるかのように ー 独自のウィンドウタイリング拡張機能（いつでもオン/オフを切り替え可能）をさらに改良している。」と述べた。さらに彼は、「Pop!_OS 21.04は、『Ubuntuはこうなれたはずだ』（『こうなるべき』と言う人もいるだろう）というディストリビューションである。Pop!_OSは、会議で作られた理想的なユースケースに固執して、潜在的なユーザーをそれに従わせようとはしない。COSMICは、事前に決められたワークフローをユーザーに課すのではなく、ユーザーが自分の条件でより効率的に作業できるように支援しようとしている。」と続けた。

### 21.10
Pop!_OS 21.10はUbuntu 21.10をベースとしており、2021年12月14日にリリースされた。GNOME 40、新しい「Vertical Overview」拡張機能、新しいアプリケーションメニュー、Raspberry Pi 4もTech Previewとしてサポートしている。

### 22.04 LTS
Pop!_OS 22.04はUbuntu 22.04 LTSをベースとしており、2022年4月25日にリリースされた。System76 COSMIC UXを備えたGNOME 42ベースが含まれている。 Pop!_OSを自動的に更新およびアップグレードする機能は、「設定」の「OSのアップグレードとリカバリ」パネルに追加された。
設定メニューの下部に新しいサポートパネルが追加された。このパネルから、Pop!_OSのトラブルシューティングリソースにすばやくアクセスできる。ダークモードとライトモードに別々の背景を追加する機能が追加された。Pop!_Shopは大幅に改装され、バックエンドコードの改善、パッケージ操作（更新、インストールなど）の信頼性の向上、タイリングのために小さなウィンドウサイズを可能にするUIの改善、プログレスバーとしても機能する更新・インストールボタン、そして新たに追加・更新されたアプリケーションを強調表示する新しい「recently updated」ホームページセクションが追加された。

## リリーステーブル
Pop!_OSはUbuntuに基づいており、そのリリースサイクルはUbuntuと同じで、4月と10月に6か月ごとに新しいリリースがある。ロングタームサポートのリリースは、偶数年の4月に2年ごとに行われる。非LTSの各リリースは、Ubuntuと同様に、次のバージョンのリリース後3か月間サポートされる。 LTSバージョンのサポートは5年間である。しかし、Pop!_OS 22.04のリリース後、System76は、RustベースのCOSMICデスクトップの開発にリソースをより集中させるために22.10のリリースはスキップすると発表した。
| バージョン                                                             | リリース日 | サポート期限   | ベース           |
| ---------------------------------------------------------------------- | ---------- | -------------- | ---------------- |
| 17.10                                                                  | 2017-10-27 | n/a            | Ubuntu 17.10     |
| 18.04 LTS                                                              | 2018-04-30 | 2023-04        | Ubuntu 18.04 LTS |
| 18.10                                                                  | 2018-10-19 | 2019-07        | Ubuntu 18.10     |
| 19.04                                                                  | 2019-04-20 | 2020-01        | Ubuntu 19.04     |
| 19.10                                                                  | 2019-10-19 | 2020-07        | Ubuntu 19.10     |
| 20.04 LTS                                                              | 2020-04-30 | 2025-04        | Ubuntu 20.04 LTS |
| 20.10                                                                  | 2020-10-23 | 2021-07        | Ubuntu 20.10     |
| 21.04                                                                  | 2021-06-29 | 2022-01-22     | Ubuntu 21.04     |
| 21.10                                                                  | 2021-12-14 | 2022-07        | Ubuntu 21.10     |
| 22.04 LTS                                                              | 2022-04-25 | 最新のリリース | Ubuntu 22.04 LTS |
| 凡例サポート終了サポート中現行バージョン最新プレビュー版将来のリリース |            |                |                  |